# خانم‌آباد (روانسر)
خانم‌آباد (روانسر)، روستایی از توابع بخش مرکزی شهرستان روانسر در استان کرمانشاه ایران است.

## جمعیت
این روستا در دهستان بدر قرار دارد و براساس سرشماری مرکز آمار ایران در سال ۱۳۸۵، جمعیت آن ۹۲ نفر (۲۱خانوار) بوده‌است.

## نام‌گذاری
نام روستای خانم‌آباد از نام «خانم‌بزرگ خانم»، همسر علی‌خان حاکم اردلان و مادر حسین‌خان مظفرالسلطنه و عباس‌خان سردار رشید گرفته شده که این روستا از مستحدثات اوست. وی از زنان مقتدر حکومت اردلان بود و به ویژه پس از درگذشت همسرش علی‌خان قدرت بیشتری در در دربار اردلان به دست آورد و مدیریت املاک خاندان اردلان بر عهدۀ او بود. وی نخستین زنی بود که در جریان تحصن در کنسولگری انگلیس در کرمانشاه شرکت کرد و خواهان احقاق حقوق ملکی فرزندانش شد.